# Nordwand (Punkband)
Nordwand ist eine Satire-Punk- und Oi!-Band aus dem Berliner Bezirk Berlin-Marzahn. Sie wurde 2007 gegründet.

## Geschichte
Die Band wurde um 2007 gegründet. Am 7. Januar 2007 wurde das  Myspace-Profil der Band erstellt. Noch im gleichen Jahr spielte die Band mehrere Konzerte. Die Band kommt aus dem Bezirk Berlin-Marzahn, wo auch heute noch ihr Proberaum steht. Dies ist auch immer wieder in ihren Liedern dargestellt.
Bereits im Jahr 2008 konnte man Nordwand auf dem Berliner Open Air Festival Resist to Exist sehen. Sänger Schorsch Klunikoff  gehörte zum Verein des Festivals und trat auch bei verschiedenen Konzerten und Festivals als Veranstalter auf. 2009 erschien das erste Album mit dem Titel Das pinke Album im Eigenvertrieb über das Label RAN eine Abkürzung für „Rock Against Niveau“.
2010 trat die Band auf dem  Spirit from the Streets Festival auf. 2013 erschien das zweite Album unter dem Titel Das Babyblaue Album erneut im Eigenvertrieb. Im gleichen Jahr ging die Band Frei.Wild gerichtlich gegen einen Flyer der Band vor, der satirisch die Absage eines Frei.Wild-Konzertes im Spreepark Berlin aufs Korn nahm. Frei.Wild veranlasste eine Einstweilige Verfügung und untersagte der Band die Weiternutzung des Flyers. Im Anschluss veröffentlichte die Band einen Solisampler. Unter anderem beteiligten sich Dödelhaie, Christmas, Kotzreiz, Absturtz und Abbruch an diesem. Die Einnahmen wurden gespendet.
2015 erschien die EP Asozial über das Label 48records. Danach wurde es still um die Band. Im Februar 2021 gab das Resist to Exist bekannt, dass Sänger Schorsch Klunikoff im Januar plötzlich und unerwartet verstorben sei. Ein Album, das 2019/2020 entstand, wurde schließlich im Januar 2024 über das Label Abbruch Records als Digipak und LP veröffentlicht. Die Band entschied sich, die Veröffentlichung mit einigen Konzerten zu begleiten und im Zuge dessen ohne ihren Sänger weiterzumachen.

## Stil
Die Band selbst bezeichnet ihren Musikstil als RAN, was eine Abkürzung für Rock Against Niveau ist. Es handelt sich hierbei um eine Anspielung auf den von rechten Rockbands verwendeten Stil Rock against Communism (RAC). Nordwand macht sich mit der Wahl des Musikstils und mit den Texten über Bands aus dem RAC-Bereich lustig. Der Name des ehemaligen Sängers ist eine Anspielung auf Michael Regener, den ehemaligen Sänger von Landser, der als „Lunikoff“ in der Szene bekannt ist. Der Bandname spielt auf die Rechtsrock-Band Nordwind an.

## Diskografie

### Alben
- 2009: Das pinke Album (RAN-Records)
- 2013: Das babyblaue Album (RAN-Records)
- 2024: Das schwarze Album (Abbruch Records)

### EPs
- 2015: Asozial (48records)

### Samplerbeiträge
- 2009: Song Immer bis ich reier auf dem Taugenix-Fanzine Nr. 11
- 2014: Song Wir auf dem Sampler Wir lassen unsere Meinungsfreiheit nicht zum Freiwild erklären – Solisampler